# Диме Търтопов
Диме (Дине, Димо) Търтопов (Тортопов) е български просветен деец и революционер, деец на Вътрешната македоно-одринска революционна организация.

## Биография
Диме Търтопов е роден в 1877 година в град Енидже Вардар (Па̀зар), тогава в Османската империя, днес Яница в Гърция. Той е български преподавател и същевременно се включва в дейността на ВМОРО.
Заловен е при Мацановата афера от пролетта на 1906 година и е осъден на 4 години затвор от османските власти. Амнистиран е след Младотурската революция от юли 1908 година, но при обезоръжителната акция на младотурците от 1910 година е арестуван от турските власти.
Убит е в Солунски затвор, вероятно в Еди куле или в Беяз куле след 1912 година.
Неговият брат Христо Тортопов (р. 1897) е дългогодишен деец на Ениджевардарско-Гумендженското благотворително братство в София.